# Trimetopia aetheraria
Trimetopia aetheraria är en fjärilsart som beskrevs av Achille Guenée 1857. Trimetopia aetheraria ingår i släktet Trimetopia och familjen mätare. Inga underarter finns listade i Catalogue of Life.